# Alexander Nikolajewitsch Potejew
Alexander Nikolajewitsch Potejew (russisch Александр Николаевич Потеев; * 7. März 1952 in Luninez) ist ein ehemaliger russischer Geheimdienstoffizier.
Potejew ist der Sohn eines Helden der Sowjetunion. Er wurde für seinen Einsatz im Afghanistankrieg mit dem Rotbannerorden ausgezeichnet. Später war er für die Erste Hauptabteilung des sowjetischen KGB tätig. Von 2000 bis 2010 war er stellvertretender Leiter der Abteilung für illegale Agenten beim russischen Auslandsnachrichtendienst, dem Dienst für Außenaufklärung der Russischen Föderation (SWR).
Er war seit etwa 1999 als Doppelagent auch für die US-amerikanische CIA tätig. Seit dem Aufdecken des Agentenrings um Anna Wassiljewna Chapman im Sommer 2010 lebt Alexander Potejew in den USA. Er wurde 2011 von einem russischen Gericht wegen Landesverrat und Desertion zu einer Gefängnisstrafe von 25 Jahren sowie Degradierung und Aberkennung der Auszeichnungen verurteilt. Im Jahr 2020 versuchte Russland erfolglos, Potejew in Miami zu ermorden. Dies brachte Joe Biden dazu, Putin in einem Fernsehinterview als Killer zu bezeichnen.